# Commission nationale d'histoire militaire (France)
La Commission nationale d'histoire militaire, initialement appelée Commission française d'histoire militaire, a été créée en 1938 en France par les historiens Albert Despréaux (d) et André Desfeuilles (d) en même temps que la Commission internationale d'histoire militaire (de). Son premier président fut le général Henri Blanc (d).
En 1971, Michel Debré, alors ministre de la Défense, qui souhaitait un renouveau de l'histoire militaire en confie la présidence au général Gambiez. Au décès de celui ci, en 1989, le général Delmas, ancien chef du Service historique de la Défense (SHAT) en prend la présidence. À cette période, la Commission nationale d’histoire militaire, comme Institut de polémologie et l'Institut d'histoire des conflits contemporains (IHCC), est intégrée à la Fondation pour les études de défense nationale (d) (FEDN) que dirige  alors l'amiral Lacoste puis par l'universitaire et ancien officier des troupes de marine  Pierre Dabezies. En 1993, la FEDN disparaît et la Commission française devient une association loi de 1901. En 2014, il est décidé de la rapprocher de la délégation de l'armée de terre au patrimoine (DELPAT), dont le chef de la délégation, le général Yves de Guigné (d), prend alors la présidence de la Commission.
La commission siège au château de Vincennes, dans la tour du Diable. 

## Présidents
- 1971-1989 : Fernand Gambiez
- 1989-1999 : Jean Delmas (d)[2]
- 1999-2005 : Hervé Coutau-Bégarie, directeur d'études au Collège interarmées de Défense et à l'école pratique des hautes études et fondateur de l'Institut de stratégie comparée (ISC)[2]
- 2005-2010 : Jean-David Avenel (d), professeur des universités[2]
- 2010-2013 : Jean-Nicolas Corvisier (d), universitaire
- 2013-2014 : Maurice Faivre[1]
- 2014- : Yves de Guigné (d)[1]